# Jan Emmens

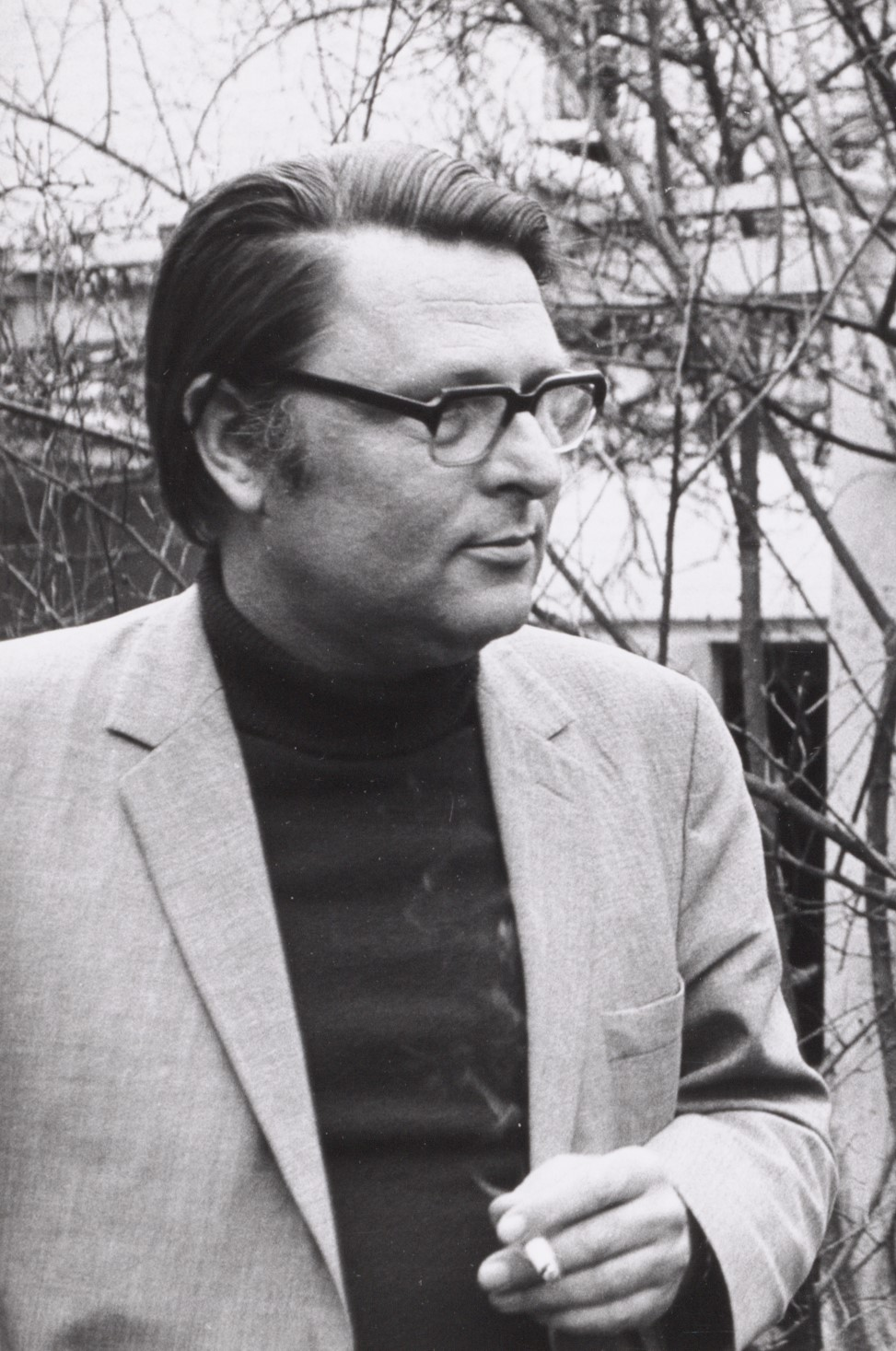
Jan Emmens (1971)

Jan Ameling Emmens (* 17. August 1924 in Rotterdam; † 12. Dezember 1971 in Utrecht) war ein niederländischer Kunsthistoriker und Dichter. Er war Professor für Kunstgeschichte an der Universität Utrecht und Direktor des Niederländischen Instituts für Kunstgeschichte in Florenz. 

## Leben
Jan Emmens absolvierte seine Schullaufbahn am Marnix Gymnasium in Rotterdam. 1947 begann er an der Universität Utrecht mit dem Studium der Kunstgeschichte. Er assistierte William Heckscher, der Professor für Ikonographie und frühmittelalterliche Kunst war, bei dessen Arbeit. 1955 verließ Emmens die Universität und wurde Direktor des Niederländischen Instituts für Kunstgeschichte in Florenz. Diese Position behielt er bis 1961, als er nach Utrecht zurückkehrte und dort 1964 seine Doktorarbeit verfasste. 1967 wurde er Professor an der Utrechter Universität. Diese Position behielt Jan Emmens bis zu seinem Tod.
Er war für kurze Zeit Mitglied des Rembrandt Research Projects, das 1968 gegründet wurde. Er plante die systematische Untersuchung von Rembrandts Ikonographie, dies wurde jedoch nicht umgesetzt.

## Werke (Auswahl)
- J.A. Emmens: Verzameld werk (1. Gedichten en aforismen, ISBN 90-282-0476-8; 2. Rembrandt en de regels van de kunst, ISBN ? ; 3-4 Kunsthistorische opstellen, ISBN 90-282-0495-4)